# EUObserver
EUobserver.com — незалежне інтернет-видання, що фокусується на політиці Європейського Союзу. Основними темами є права людини, громадянські свободи, прозорість суспільства, боротьба з корупцією, цифрові права, енвайронменталізм і демократизація Європейського Союзу. Також видання публікує коментарі та блоги, що показують точки зору всього політичного спектру, але воно не публікує матеріали власних лідерів чи редакторів.

## Організація
Вперше веб-сайт був запущений у 2000 році Лісбет Кірком, данський журналіст.
Існує багато академічних дискусій щодо того, чи можна вважати, що EUobserver, поряд з іншими подібними публікаціями, сприяє створенню загальноєвропейської публічної сфери.